# 阿昆庫姆

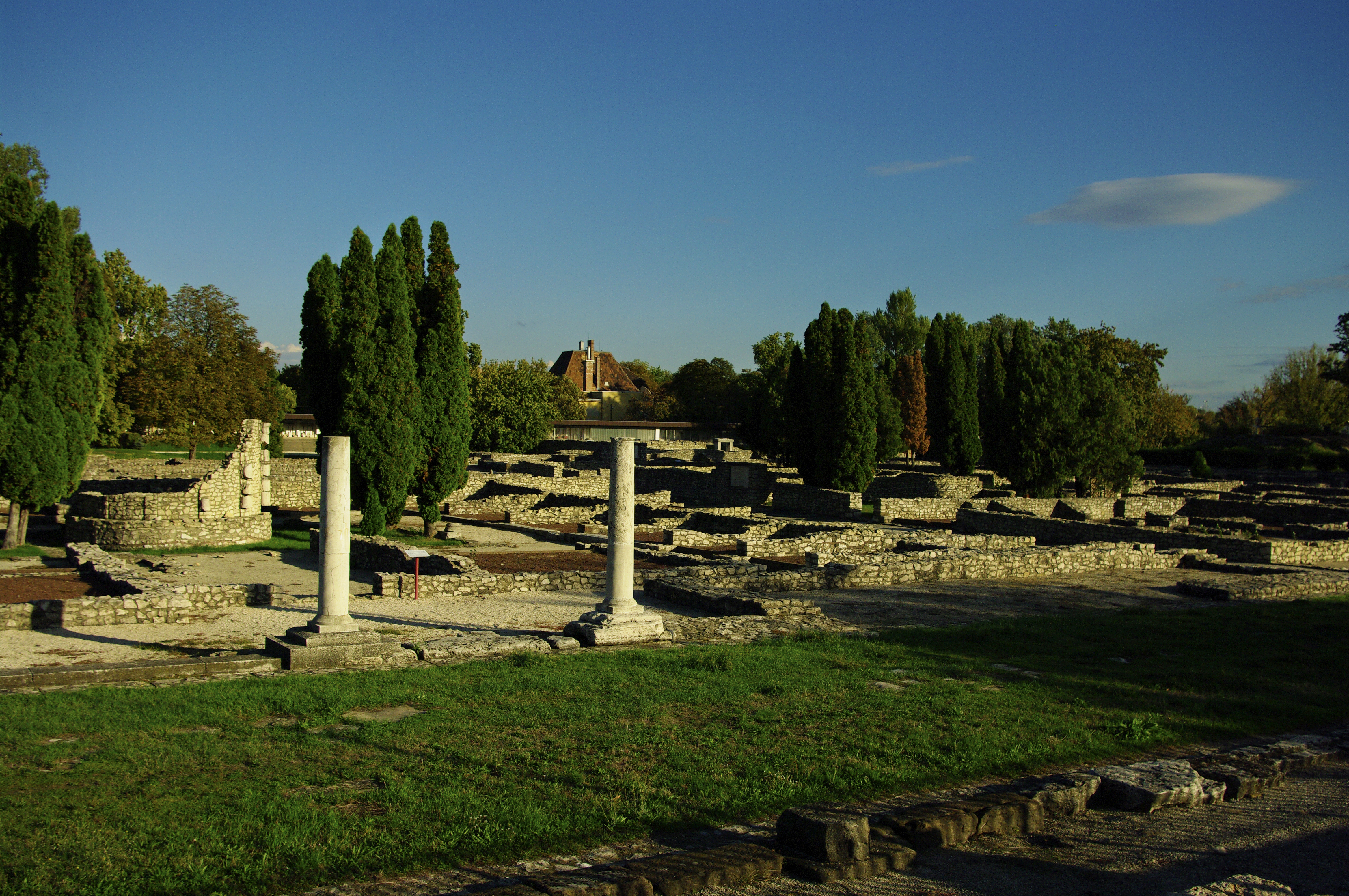
阿昆庫姆

阿昆庫姆（Aquincum）是一个古代城市遺跡，位於羅馬帝國潘諾尼亞省的東北邊境。阿昆庫姆的廢墟位於今日匈牙利首都布達佩斯。馬可·奧里略的沉思錄據信有部分內容寫作於阿昆庫姆。

## 外部連結
- Aquincum museum （页面存档备份，存于）
- Aquincum - Aerial photography （页面存档备份，存于）
- Video footage of ancient city of Aquincum of the Roman Empire.
- Aquincum Ruins